# Getsemaní
Getsemaní är en ort i Mexiko.   Den ligger i kommunen Puerto Vallarta och delstaten Jalisco, i den centrala delen av landet, 600 km väster om huvudstaden Mexico City. Getsemaní ligger 19 meter över havet och antalet invånare är 304.
Terrängen runt Getsemaní är platt åt nordväst, men åt sydost är den kuperad. Runt Getsemaní är det tätbefolkat, med 319 invånare per kvadratkilometer. Närmaste större samhälle är Puerto Vallarta, 12,5 km söder om Getsemaní. I omgivningarna runt Getsemaní växer i huvudsak lövfällande lövskog.